# Ingrians finlandesos
Els ingrians finlandesos són un poble finès que viu a Íngria, també conegut amb el nom suec Ingermanland, una regió històrica de la República de Carèlia. Parlen l'ingrià, una llengua uraliana i variant del finès. Es diuen ingrians (inkeriläinen) o ingrians finesos (inkerin suomalainen). Sota la influència del luteranisme, el panfinisme al segle xix es comença a dir-se finesos ingrians (inkerinsuomalaiset). Sota el règim comunista de la Rússia soviètica van patir una russificació forçada a més de deportacions durant les quals molts van morir.
Com que ingrià vol dir habitant d'Ingermanland, cal diferenciar entre pobles. Inkeroinen i inkerikko vol dir ijorians en finès i inkeriläinen primers de tots els ingrians. La designació prové del riu Inkere (Iora) que potser dona el nom a tot el país. Els vòtics també vivien a Ingermanland. Abans i després de la Segona Guerra Mundial, la majoria d'ells van ser traslladats a altres parts de la Unió Soviètica o assassinats, en campanyes soviètiques dirigides a la seva deportació forçada i genocidi . Avui dia, els finlandesos íngris constitueixen la major part de la població finlandesa de la Federació Russa . Segons alguns registres, uns 25.000 finlandesos íngris han tornat o encara resideixen a la regió de Sant Petersburg. També se'ls coneix com a íngris, tot i que el terme també es pot referir als izhorians  o als residents finesos bàltics d'Íngria en general.

## El país
Íngria és una província històrica del Golf de Finlàndia, a la desembocadura del Neva i Llac Ladoga. Va ser sueca després de les guerres dels 1570-1595 i 1610-1617. Incloïa Jaanilinna, Jaama, Kaprio i Pähkinälinna – en total 15.000 km². Tenia una àrea de 200 kilòmetres del riu Narva a l'oest del riu Lava a l'est i de nord a sud 130 kilòmetres. El 1721 va ser annexada pera Rússia pel tractat de Nystad.

## Demografia
Era una zona de maresma, escassament poblada. Després dels tractats de Stolbova (1617) i Kärde (1661), pagesos finesos de Savo i Vyborg (Viipuri), van emigrar cap a Íngria. Això farà augmentar la població: el 1656 el percentatge de fínics a Ingermanlandia era del 41,1%, el 1671 del 56,9% i el 1695, 73,8%.
El 1848, Peter von Koeppen distingia entre tres grups d'ingrians: savakot de Savo (43.080), äyrämöiset d'Äyräpää a Viipuri (29.243) i suomenmaakkoiset de Finlàndia (3.746). Més tard aquests grups van prendre el nom comú d'ingrians. Reports del 1917 mostren que vivien a 761 viles fineses i a 235 viles mixtes. El 1939 els census deixaren de considerar-los una nacionalitat diferent. També viuen a la Província d'Arkhangelsk, Estònia, República Komi, Sibèria i enjondre. Dels 77.079 finesos que vivien a la Unió de Repúbliques Socialistes Soviètiques (URSS) el 1919, 20.099 vivien a Carèlia (49,8% parlaven la llengua nadiua), 16.239 a Leningrad (37,1% ídem). Segons el cens del 1989, uns 67.000 finesos vivien a l'URSS, 34,6% dels quals parlava la llengua materna finesa. Els finesos de Leningrad viuen als districtes Gatshina (Hatshina), Lomonossov (Oranienbaum) i Vsevolozhk (Keltto). El seu nombre oscil·la en 7.000—8.000.
Pertanyen al grup bàltic oriental, amb característiques europees, com ulls blaus i pèl ros, però són més baixos i cepats que els estonians. La llengua dels ingrians consisteix en dialectes finesos orientals (els de Savo i sud-est d'Ingermanland). Ingrià i careli en són relacionats.

## Història

### Origen i edat mitjana
El nom Íngria, que denota el territori dels ijorians situat vora Watlàndia, apareix al segle xii. El més recent d'Ingermanland referia del riu Narva fins als marges del Llac Ladoga. Al llarg dels segles s'hi ha fet nombroses guerres entre Suècia i Rússia per la missió catòlica o ortodoxa, que només cessà després dels tractats de Pähkinäsaari (Oreshek) i Tartu de 1323 i 1351. La frontera en l'istme de Carèlia deixa vòtics i ijorians en la zona ortodoxa de Nóvgorod.

### Domini suec
Després de la pau de Stolbovo el 1617, Ingermanland fou un domini de Suècia. Les lleis sueques hi foren introduïdes per a fer la província més segura i annexar-la. Els ortodoxos foren obligats a anar als serveis luterans, i la conversió els prometia diners i reducció d'impostos, cosa que no sempre complien. Aleshores potser eren uns 70.000. Ingermanland fou enfeudat a nobles i alts càrrecs. Llurs servents i treballadors eren reclutats a Finlàndia i un gran nombre de pagesos hi anaren voluntàriament. Ingermanland servia per a Suècia també com a lloc de deportació. El 1641 es va formar una diòcesi separada, que el 1655 tenia 58 congregacions luteranes, 36 esglésies i 42 parròquies.

### Domini rus
El 1703 Pere I el Gran incorporà Ingermanland a l'Imperi Rus. Sant Petersburg, la nova capital de Rússia, fou fundada a l'antiga Nyen (Nevanlinna) enmig dels territoris de fínics bàltics. El 1712 un decret reparteix el terreny entre els colons russos i aparegueren noves viles. La frontera de l'istme de Carèlia datada de la pau de Pähkinäsaari marc també la frontera entre el poder polític, religió i llengua. D'entrada, la frontera entre Suècia i Nóvgorod separava els ijorians de finesos i carelians, però la frontera de Suècia i Rússia després de la Guerra del Nord separà els ingrians de la resta de finesos. A mitjan segle xix vòtics i ijorians eren fermament assentats en l'esfera cultural russa, però no era el cas dels ingrians. L'opressió de la llengua russa fou neutralitzada pel luteranisme i la proximitat de la mare pàtria, Finlàndia que de 1809—1917 va ser un gran ducat de Rússia. Després de la fi de la Guerra civil finlandesa el 1919 uns 10.000 «finesos rojos» comunistes van fugir cap a Íngria.

### Política soviètica
El genocidi dels ingrians finlandesos va ser una sèrie d'accions desencadenats per la Revolució Russa del segle xx, en què la Unió Soviètica va deportar, empresonar i matar ingrians i va destruir lllur cultura. El tractat de Tartu de 1920 els atorgava el dret a l'autonomia cultural els permetria organitzar l'educació pública, el govern local, qfer en finès i tenir els seus propis òrgans executius. Tots els càrrecs de lideratge van ser ocupats pels finesos rojos d'imigració recent. Es feia servir el finès en les escoles i el 1928 districte nacional de Kuivaisi (Toksova) es va formar a la regió de Leningrad on hi havia 54 consells nacionals de vila el 1936. El 1928 foren col·lectivitzats violentament. Uns 18.000 foren deportats de Nord d'Ingria a Carèlia de l'Est, Àsia central i altres llocs, i incorporats a granges col·lectives. Uns 7.000 foren deportats als Urals i a la costa del Càspia el 1935, i 20.000 a Sibèria i l'Àsia central el 1936. Quatre parròquies de nord d'Íngria foren buidades de finesos, i potser fou un factor de tensió que portà a la guerra amb Finlàndia el 1939. Totes les esglésies i societats religioses foren tancades el 1932 i totes les activitats culturals i socials foren interrompudes el 1937. El districte nacional de Kuivaisi (Toksova) fou liquidat el 1939. El 1929, almenys 13.000 finesos havien estat assassinats i 37.000 eren exiliats a Rússia. El 1942, durant el setge de Leningrad, 25.000 a 30.000 finesos van ser deportats a Sibèria.